# امانوئل فویرمان
امانوئل فویرمان (آلمانی: Emanuel Feuermann) یک نوازندهٔ اتریشی-آمریکایی مشهور ویولنسل بود که در نیمهٔ اول قرن بیستم میلادی، شهرت جهانی داشت.
او از شاگردان «فردریش بوکسباوم» بود و در سن ۱۱ سالگی، نخستین اجرای حرفه‌ای خود را با «ارکستر فیلارمونیک وین» به رهبری «فلیس واینگارتنر» انجام داد و قطعه «کنسرتوی شماره ۲» اثرِ «یوزف هایدن» را اجرا کرد.
وی در سال ۱۹۱۷ میلادی به لایپزیگ رفت تا آموخته‌های خود را نزد نوازندهٔ نامدار ویولنسل «یولیوس کلنگل» تکمیل کند.
فویرمان در سال ۱۹۲۹ میلادی استادِ «دانشگاه هنر برلین» شد و در این هنگام با هنرمندانی چون کارل فلش، پل هیندمیت، یاشا هایفتز و آرتور روبینشتاین همکاری نزدیک داشت.
با قدرت گرفتن حزب نازی، ابتدا او را به سبب اصلیت یهودی‌اش از «کنسرواتوار برلین» اخراج کردند و سپس به دلیل فشارهای موجود، مجبور به ترک وطن و مهاجرت شد.
امانوئل فویرمان در مؤسسه موسیقی کرتیس، شاگردان فراوانی را تربیت کرد که از آن میان می‌توان به «برنارد گرینهاوس»، «الن شولمن»، «دیوید سویر» و «آگوست ونتسینگر» اشاره کرد.
او در سن ۳۹ سالگی به دلیل عوارض ناشی از جراحیِ بواسیر در نیویورک درگذشت.